# Pauline Betz
Pauline Betz Addie (* 6. August 1919 in Dayton, Ohio als Pauline Betz; † 31. Mai 2011 in Potomac, Maryland) war eine US-amerikanische Tennisspielerin.

## Karriere
Bis zu ihrem fünfzehnten Lebensjahr hatte sie keine Tennisstunden. Als Studentin gewann sie trotzdem 1942 die amerikanischen Tennismeisterschaften in Forest Hills und konnte diesen Titel 1943 und 1944 verteidigen. Im Jahr 1946 konnte sie sowohl in Wimbledon als auch in Forest Hills triumphieren.
Bei den Western & Southern Open 1943 gelang Betz im Finale gegen Catherine Wolf (6:0, 6:2) ein Golden Set. Dabei erzielte sie insgesamt 18 Gewinnschläge.
Nach ihren Erfolgen bei den Amateuren wechselte Betz zu den Profis und tourte einige Jahre unter anderem mit Gussie Moran, Jack Kramer und Ricardo González.
Nach ihrem Karriereende gründete sie ein Tenniscamp für Kinder. 1965 erfolgte die Aufnahme in die International Tennis Hall of Fame.
Betz war seit 1949 mit dem Sportjournalisten Bob Addie (1910–1982) verheiratet. Das Paar hatte fünf Kinder, darunter die Schriftstellerin Kim Addonizio.